# Воля-Лашевська
Воля-Лашевська (пол. Wola Łaszewska) — село в Польщі, у гміні Семьонтково Журомінського повіту Мазовецького воєводства.
Населення — 174 особи (2011).
У 1975-1998 роках село належало до Цехановського воєводства.

## Демографія
Демографічна структура станом на 31 березня 2011 року:
|          | Загалом | Допрацездатний вік | Працездатний вік | Постпрацездатний вік |
| -------- | ------- | ------------------ | ---------------- | -------------------- |
| Чоловіки | 86      | 13                 | 62               | 11                   |
| Жінки    | 88      | 13                 | 48               | 27                   |
| Разом    | 174     | 26                 | 110              | 38                   |